# 瓦尔特·马克斯
瓦尔特·马克斯·布斯托（西班牙語：Walter Márquez Busto，1936年10月28日—2012年8月3日），乌拉圭男子篮球运动员，曾代表乌拉圭参加1964年夏季奥林匹克运动会男子篮球比赛，并获得第八名。